# Velika nagrada Lvova 1930
Velika nagrada Lvova 1930 je bila devetnajsta neprvenstvena dirka v sezoni Velikih nagrad 1931. Odvijala se je 8. septembra 1930 v poljskem mestu Lvov, danes Ukrajina, kjer je potekala prvič. Dan pred tem je potekala dirka za Veliko nagrado Monze. 

## Rezultati

### Dirka
| Poz | Št | Dirkač               | Moštvo    | Dirkalnik          | Krogi | Čas/Odstop |
| --- | -- | -------------------- | --------- | ------------------ | ----- | ---------- |
| 1   | 1  | Henryk Liefeldt      | Privatnik | Austro Daimler ADR | 17    | 38:12,70   |
| 2   | 5  | Maurycy Potocki      | Privatnik | Bugatti T35B       | 17    | + 13,55    |
| 3   | 2  | Jan Ripper           | Privatnik | Bugatti T37A       | 17    | + 3:54,90  |
| 4   | 3  | Franciszek Mycielski | Privatnik | Bugatti T37A       | 17    | + 5:17,17  |
| Ods | 4  | Antoni Heller        | Privatnik | Bugatti T35B       | 7     | Trčenje    |